# Kim Jee-hyuk
Kim Jee-hyuk (김지혁?, 金志赫?; Pusan, 26 ottobre 1981) è un ex calciatore sudcoreano, di ruolo portiere.

## Carriera

### Nazionale
Gioca con la selezione olimpica le Olimpiadi di Atene 2004.